# Dario Šimić
Dario Šimić (Zagreb, Croacia, 12 de noviembre de 1975) es un exfutbolista croata que se desempeñó como defensa para clubes como el Dinamo Zagreb, A. C. Milan, Inter de Milán y el A. S. Mónaco. Integró los planteles de su seleccionado en tres Copas Mundiales: Francia 1998, Corea del Sur - Japón 2002 y Alemania 2006.

## Trayectoria
A los 15 años de edad se fue a probar al Dinamo Zagreb, y debutó en 1994 en el primer equipo, jugando 7 temporadas para el Dinamo. En el club croata conquistó 5 Ligas de Croacia, 4 Copas y 1 Supercopa.
En enero de 1998 fue comprado por el Inter de Milán, donde participó en 66 ocasiones marcando 3 goles para el cuadro interista.
En el 2002 fue contratado por otro equipo del mismo país y de la misma ciudad, pero esta vez fue el AC Milan, donde disputó 129 partidos en la Serie A y convirtió 1 gol, siendo además uno de los jugadores clave en la conquista del Milan de la UEFA Champions League 2003; en total ganó con el Milan: 1 Scudetto, 1 Copa Italia, 1 Supercopa de Italia, 2 UEFA Champions League, 2 Supercopas de Europa y 1 Mundial de Clubes.
El 11 de agosto de 2008 el A. C. Milan comunicó oficialmente el traspaso de Šimić al club francés A. S. Monaco.
Tras dos años en club monegasco, vuelve al Dinamo Zagreb, permaneciendo allí una temporada y jugando tan solo 3 partidos. 
Después de más de 15 años de carrera se retiró en 2010 en el club croata donde inició su carrera.

## Selección nacional
Jugó un total de 100 partidos con su seleccionado, marcando 3 goles. Participó en las Eurocopas de 1996, 2004 y 2008, además participó en el Mundial de Francia 1998, obteniendo en este el tercer lugar, en el Mundial de Corea-Japón 2002, y en el Mundial de Alemania 2006.

### Participaciones en Copas del Mundo
| Mundial                        | Sede                  | Resultado    |
| ------------------------------ | --------------------- | ------------ |
| Copa Mundial de Fútbol de 1998 | Francia               | Tercer lugar |
| Copa Mundial de Fútbol de 2002 | Corea del Sur y Japón | Primera fase |
| Copa Mundial de Fútbol de 2006 | Alemania              | Primera fase |

### Participaciones en Eurocopa
| Eurocopa      | Sede            | Resultado        |
| ------------- | --------------- | ---------------- |
| Eurocopa 1996 | Inglaterra      | Cuartos de final |
| Eurocopa 2004 | Portugal        | Primera fase     |
| Eurocopa 2008 | Austria y Suiza | Cuartos de final |

## Clubes
| Club           | País    | Año       |
| -------------- | ------- | --------- |
| Croacia Zagreb | Croacia | 1992-1998 |
| Inter de Milán | Italia  | 1999-2002 |
| AC Milan       | Italia  | 2002-2008 |
| AS Mónaco      | Francia | 2008-2010 |
| Dinamo Zagreb  | Croacia | 2010      |

## Palmarés

### Con Dinamo
- Liga Croata: 1993, 1996, 1997, 1998 y 1999
- Copa Croata: 1994, 1996, 1997 y 1998
- Supercopa Croata: 2010

### Con AC Milan
- Liga Italiana: 2003-04
- Copa Italiana: 2003
- Liga Campeones: 2002-03, 2006-07
- Supercopa Europa: 2003
- Copa Mundial de Clubes de la FIFA: 2007

## Vida privada
Šimić es un devoto católico y organiza peregrinaciones. Está casado con Jelena Simic desde el año 2000 con quien tiene 3 hijos, Nikolas, Roko y Viktor. Es también dueño de la compañía Aquaviva y el hermano mayor de Josip Šimić.